# Sphaerognomoniella cornicola
Sphaerognomoniella cornicola — вид грибів, що належить до монотипового роду  Sphaerognomoniella.